# Denkzettel
Als Denkzettel bezeichnet man entweder eine Strafe, die eine Person zum Nachdenken bringen soll („einen Denkzettel geben“), oder aber eine unangenehme Erfahrung, die jemandem als Lehre dient oder dienen sollte, so dass er ein bestimmtes, meist negatives Verhalten in Zukunft nicht mehr zeigt („einen Denkzettel bekommen“).

## Etymologie
Das Wort stammt aus dem Rechtsvokabular des mittelniederdeutschen denkcëdel, was so viel wie Urkunde oder schriftliche Nachricht, aber auch Vorladung bedeutete. Martin Luther gebrauchte das Wort Denkzettel für die Übersetzung vom griechischen phylaktérion, jenes jüdischen Gebetsriemens mit eingeritzten Gesetzessprüchen. So tragen Juden Pergamentstreifen (heute meist Papier) mit Bibelsprüchen (wie 5 Mos 6,4–9 ; 11,13–21 ; 2 Mos 13,1–16 ) beschrieben, die, in zwei würfelförmige Kapseln gelegt, beim werktäglichen Morgengebet an die Stirn und an den linken Arm dem Herzen gegenüber mit ledernen Riemen gebunden werden, um anzudeuten, dass man Gedanken und Herz auf Gott richten möchte.

## Wortherkunft
Im 16. Jahrhundert hängte man Schülern in den Klosterschulen und anderen Ausbildungsstätten bei mehrmaligen Vergehen gegen die Ordnung des jeweiligen Instituts sogenannte Schandzettel an einer Schnur um den Hals, auf denen die Vergehen gelistet waren. Je nach Art der Verfehlung hatten die Schüler diese Denkzettel mehrere Tage bei ihren Freigängen und während des Unterrichts zum Gespött der Mitschüler (auf dem Rücken) zu tragen. Daraus leitet sich der heutige Sinn des Begriffs Denkzettel als Redewendung ab, was eine (auch körperliche) Strafe zur Erinnerung meint.
Das in Mal 3,16  und Mt 23,5  in der Lutherübersetzung vorkommende Wort Denkzettel (im revidierten Text „Gebetsriemen“) erklärt sich aus Num 15,38-39 , wo der Herr befiehlt, „daß sie und ihre Nachkommen sich Quasten machen an den Zipfeln ihrer Kleider und blaue Schnüre an die Quasten der Zipfel“, bei deren Anblick sie „an alle Gebote des Herrn denken“ sollen.

## Andere Bedeutungen
- In Magdeburg befand sich das Kabarett Denkzettel. Künstler waren Vera Feldmann, Thomas Müller und Knut Müller-Ehrecke (a. G.).
- Vobis nannte seine unregelmäßig erscheinende Werbebroschüre, die als solche in den PC-Medien wahrgenommen wird, ebenfalls Denkzettel.[3][4]